# Pesti Cukorfinomító Gyár (I.)
A Pesti Cukorfinomító Gyár, néhol Lipótvárosi cukorfinomító egy ma már nem létező ipari létesítmény Budapest VI. kerületében.

## Története
A létesítmény Budapest első (és máig egyetlen) cukorgyáraként épült fel 1830-ban az Új utcában (Terézváros). Alapítója Lichtl Károly. A 100.000 Ft alaptőkéjű üzem évente 12.000 mázsa cukor finomítását volt képes elvégezni, emellett sztearin és szappan is készült benne. A gyár munkásai kezdetben nem magyarok, hanem németek voltak Hamburgból. 1838-ban tűzvész, majd a pesti árvíz elpusztította az üzem épületét.
1839-ben új cukorfinomító épült a mai Nyugati térnél.